# Geta (woreda)
Pour les articles homonymes, voir Geta.
Geta est un woreda du centre-sud de l’Éthiopie situé dans la zone Gurage. District rural peuplé de 69 455 habitants en 2007, il fait partie de la région des nations, nationalités et peuples du Sud jusqu'au transfert de la zone Gurage dans la région Éthiopie du Centre en 2023. 

## Origine et nom
Geta est issu d'une subdivision de son voisin Gumer,, et tient son nom d'un sous-groupe des Gouragués locuteurs d'une variante du gouragué sebat bet[réf. nécessaire].

## Situation
Limitrophe de la zone Silt'e, Geta est bordé, dans la zone Gurage, au sud-ouest par Endegagn, à l'ouest par Enemor Ener, au nord par Cheha et au nord-est par Gumer,

## Données démographiques
D'après le recensement national de 2007 mené par l'agence centrale de la statistique (Éthiopie), ce woreda entièrement rural compte 69 455 habitants. Près de 78 % des habitants sont musulmans, 17 % sont orthodoxes, 4 % sont protestants et moins de 1 % sont catholiques.
En 2022, la population du woreda est estimée à 90 347 personnes avec une densité de population de 447 personnes par km2 et 202 km2 de superficie,.